# Зефир (митологија)
Зефир (грч. Ζέφυρος, лат. Zephyrus) је бог западног ветра.

## Митологија
Родитељи Зефира су били титан Астреј и богиња праскозорја и јутарњег руменила неба, Еос.
Зефир је био најблажи од свих ветрова и доносио је влагу, па су га људи сматрали заштитником биљака. У митовима је Зефир имао важну улогу у смрти спартанског младића Хијакинта. На играма је Зефир подигао диск Аполона који је ношен ветром ударио у главу младића Хијакинта. Зефир је то учинио из љубоморе, јер је Хијакинт презрео њихово пријатељство.
Зефир се помиње и као слуга бога љубави Ероса из приче о Еросу и Психи.
Зефировим именом се, поред западног ветра, називао и запад уопште, а Римљани су га називали његовим првобитним латинским именом Фавоније.
Као и ликови свих седморо браћа и он је приказан на „кули ветрова“ у Атини.